# Gulating

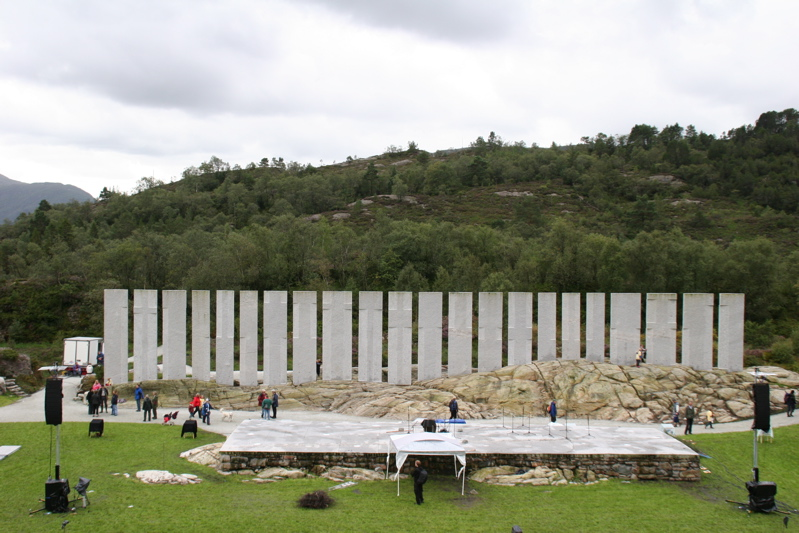
Monumento de Bård Breivik en el sitio del antiguo Gulating.

Gulating o Gulathing (en nórdico antiguo, Gulaþing) fue una de las instituciones más importantes de la historia antigua de Noruega. El nombre se refiere en la actualidad tanto a una de las primeras asambleas legislativas (thing) como al actual tribunal de justicia en Noruega occidental. Es la más antigua institución regional de Noruega, y debe su nombre a que originalmente estaba emplazada en Gulen en el momento que se estableció como institución, en algún momento entre finales del siglo IX y 930.
La práctica de realizar periódicamente asambleas regionales entre los hombres más influyentes se remonta a los tiempos anteriores a la introducción de la escritura en Noruega, y se estableció firmemente cuando el país se unificó en un solo reino (900-1030). Estas asambleas, funcionaban como un poder legislativo y judicial, resolvían disputas y dictaban leyes. El Gulating se celebraba en Gulen al norte de Bergen sobre la costa occidental de Noruega. Sus leyes tenían vigencia desde los valles interiores de Valdres y Hallingdal en el oriente hasta las Islas Feroe en el occidente.
El Gulating sirvió de modelo para el establecimiento de las asambleas legislativas de Noruega (Lagting), Islandia (Alþingi) y de las Islas Feroe (Løgting), territorios colonizados por pobladores de Noruega occidental. Un manuscrito bastante completo de las leyes del Gulating de mediados del siglo XIII se ha conservado hasta el presente en el Codex Ranzovianus (c. 1250) también manuscrito Ms.4° 681, de la Universidad de Copenhague.
Aunque el Gulating no era una asamblea democrática en el sentido de haber sido elegida popularmente, sí representaba en cambio los intereses de un importante número de personas que no formaban parte de la pequeña élite. Las leyes eran establecidas como un tipo de contrato social. Por ejemplo, una ley del Codex Ranzovianus establece que 
«Ninguno de nosotros tomará los bienes de los demás, ni se hará justicia por su propia mano».
El Gulating y  las otras antiguas asambleas regionales (Borgarting, Eidsivating y Frostating) se incorporaron en una sola jurisdicción al final de la era vikinga y el rey Magnus VI de Noruega ordenó por escrito la nueva legislación (1263-1280). Esas asambleas sirvieron de marco legal e institucional para los posteriores poderes legislativo y judicial, y permanecen actualmente en funcionamiento como tribunales superiores regionales.

## Composición
Hacia el siglo X, el Gulating estaba posiblemente compuesto por agentes escogidos por el rey, muchos de los cuales también participaban en el legislativo, así como clérigos escogidos por el obispo. En su momento más álgido, hacia el siglo XI, el Gulating legislaba desde el reino de Agder hasta el reino de Sunnmøre, y estaba compuesto por seis fylki («pequeños reinos») que enviaban a 400 representantes de terratenientes al thing anual que tenía lugar en Sognfjord. En el siglo XII el número de representantes se redujo a 246 y en siglos posteriores a 146.

## Curiosidades
Si un extranjero robaba a un miembro del Gulating, no había infracción de las leyes, y por lo tanto tampoco un castigo. La violencia estaba penalizada con multas, que eran impuestos que tenía que pagar no solo el infractor, sino también su familia, una práctica que diferencia al derecho germánico del romano, donde la responsabilidad era individual. El homicidio de un primogénito era castigado con una cuota colectiva de 189 cabezas de ganado, y la contribución de cada miembro de la familia del homicida se hallaba bien establecida. Así, el homicidio y las lesiones físicas eran delitos bastante caros.